# Mariya Yaremchuk

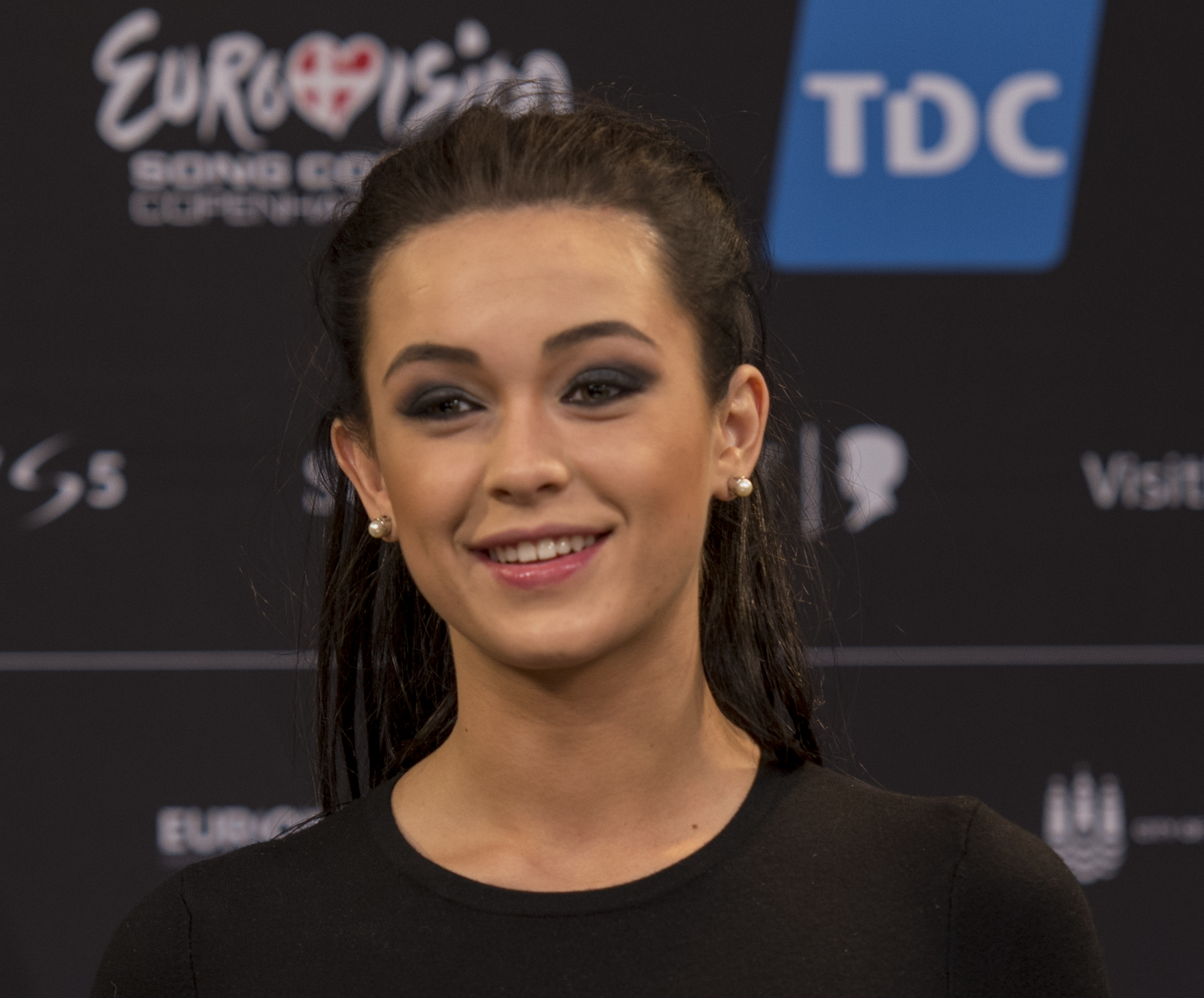
Mariya Yaremchuk, 2014.

Mariya Nazarivna Yaremchuk (em ucraniano cirílico: Марія Назарівна Яремчук), nasceu em 2 de março de 1993 em Tchernivtsi, Ucrânia e é uma cantora pop ucraniana. Yaremchuk representou a Ucrânia no Festival Eurovisão da Canção 2014 e vai ser feito em Copenhaga, na Dinamarca.

## Biografia
Yaremchuk nasceu em Tchernivtsi e é filha do ator Nazar Yaremchuk. Este morreu de cancro do estômago quando Yaremchuk tinha dois anos.
Yaremchuk também tem uma meia-irmã mais velha chamada Vera do primeiro casamento da sua mãe e dois irmãos pelo lado paterno, Dmitry e Nazarov.
Yaremchuk considera-se uma pessoa apolítica, mas em dezembro de 2013, ela declarou que nas eleições, como cantora, apoiava o Partido das Regiões, partido ucraniano.

## Carreira de música
2012

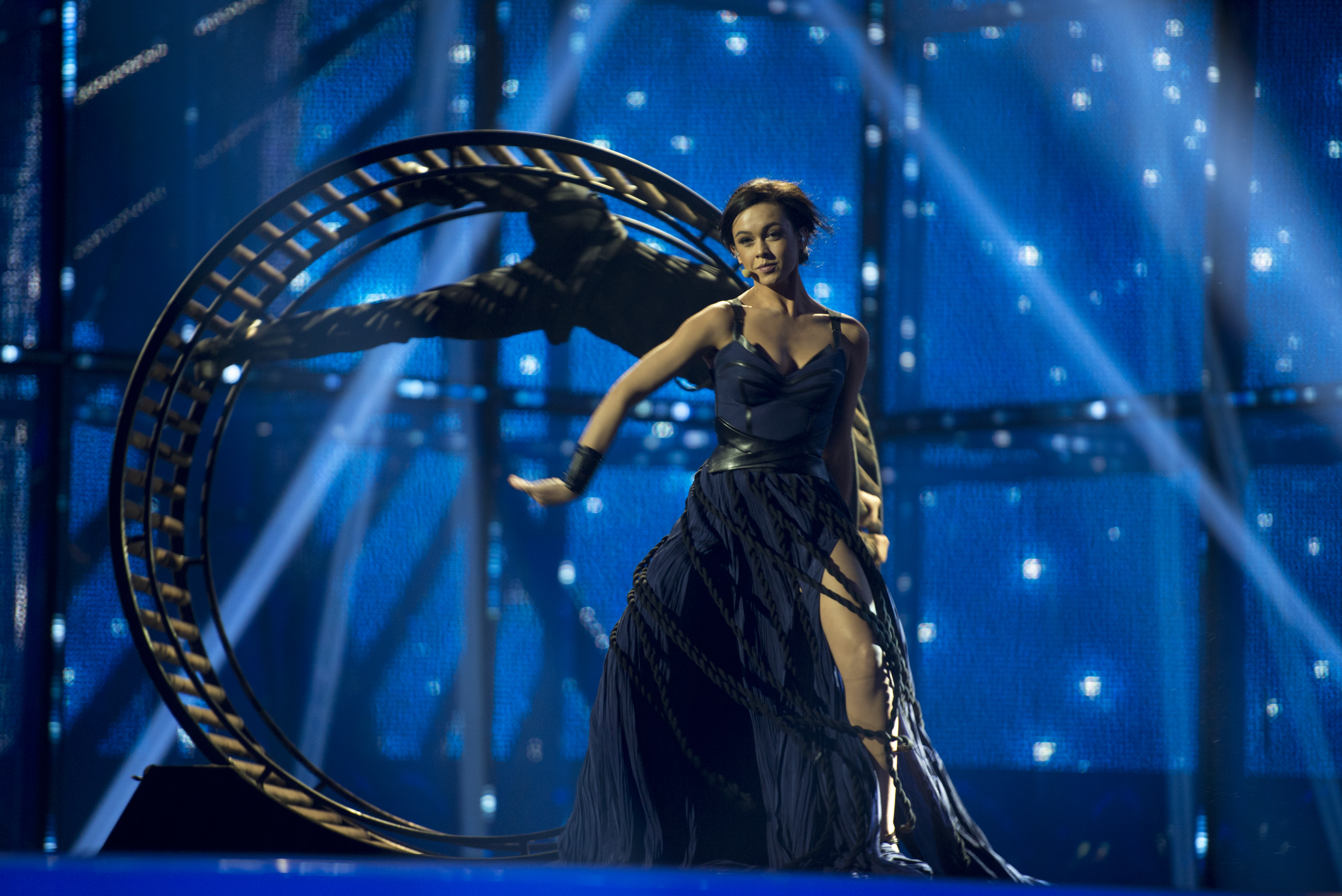
Mariya Yaremchuk — país: Ucrânia, canção: "Tick-Tock" — durante o primeiro ensaio geral da primeira semifinal do Festival Eurovisão da Canção 2014.

Yaremchuk foi finalista no programa de TV: "Voice of the Country".
Em 2012, também ela representou a Ucrânia num concurso internacional de cantores jovens (New Wave 2012) e ficou em 3º lugar.
Mariya Yaremchuk também participou na final nacional ucraniana para o Festival Eurovisão da Canção 2013 (o festival foi feito em 2012), com a canção "Imagine", que ficou em 5º lugar.
2013-presente
Yaremchuk concorreu à final nacional ucraniana para o Festival Eurovisão da Canção 2014 pela segunda vez, e ganhou com a sua canção "Tick-Tock", ganhando assim o direito de representar a Ucrânia no Festival.